# Ambra Sabatini
Ambra Sabatini, née le 19 janvier 2002 à Livourne (Italie), est une athlète handisport italienne, concourant dans la catégorie T64 pour les athlètes ayant subi une amputation d'un membre inférieur.

## Jeunesse
Concourant chez les valides, elle est victime d'un accident de la route en 2019 et doit être amputée de la jambe gauche au niveau du genou.

## Carrière
Aux Jeux paralympiques d'été de 2020, Ambra Sabatini remporte la médaille d'or du 100 m T63 en 14 s 11, nouveau record du monde de la distance. Elle devance sur le podium ses compatriotes Martina Caironi (14 s 46) et Monica Contrafatto (14 s 73), réalisant ainsi le premier triplé des Jeux.

## Palmarès
| Date | Compétition        | Lieu  | Place | Course | Temps   |
| ---- | ------------------ | ----- | ----- | ------ | ------- |
| 2021 | Jeux paralympiques | Tokyo | 1re   | 100 m  | 14 s 11 |